# Louis Eugène Cavaignac
Louis Eugène Cavaignac (Párizs, 1802. október 15. – Flée, 1857. október 28.) francia tábornok, Jean-Baptiste Cavaignac fia, Jacques Marie Eugène Godefroy Cavaignac édesapja.

## Élete
A műegyetemen a katonai mérnöki pályára készült és azután a metzi felsőbb katonai intézetet látogatta. 1827-ben részt vett a görögországi expedícióban, mire aztán kapitánnyá léptették elő. A júliusi kormány Cavaignac-ot köztársasági érzelmei miatt 1832-ben Algériába küldte, ahol rendkívüli szervezőtehetsége magára vonta Bertrand Clauzel tábornok figyelmét, aki az ú.n. «zephyre» afrikai gyalogság 2. zászlóaljának parancsnokságát bízta rá, amellyel 1840-ben tíz héten keresztül Sersellt ostromolta. 1841-ben a zuávok ezredesévé nevezték ki és 1842-ben több alkalommal mutatta ki vitézségét. 1844-ben dandárparancsnokká és 1847-ben Oran kormányzójává nevezték ki. A februári forradalom után pedig 1848. március 2-án hadosztályparancsnok és Algéria főkormányzója lett. Egyúttal azonban szülőföldjén képviselőnek választották, mire Párizsba sietett és a május 15-ei merénylet után elfogadta a hadügyminiszteri tárcát. A nemzetgyűlés katonai teljhatalommal ruházta fel a június 23-ai fölkelés elnyomására és miután négy napi utcai harc után a lázongókat kartácstűzzel széjjel verte, egyhangúlag a végrehajtó hatalom főnökévé, vagyis a köztársasági kormány felelős vezetőjévé választották. Cavaignac rövid idő alatt Franciaország egész területén helyreállította a rendet, úgyhogy december 20-án állásáról megint lemondhatott. A következő elnökválasztásnál a köztársaságiak rá szavaztak, azonban csak másfél millió szavazatot kapott, úgyhogy Napóleon Lajos herceg foglalta el az elnöki széket. Ezentúl a törvényhozó testületben a mérsékelt köztársaságiakhoz csatlakozott. Az 1851. december 2-ai államcsíny alkalmával Napóleon elfogatta és Ham erődjébe vitette, nemsokára azonban szabadon bocsátotta. Cavaignac ekkor rövid időre elköltözött Franciaországból. Párizs egyik kerülete ugyan beválasztotta a törvényhozó testületbe, de visszatérése után sem foglalta el helyét mert a császár által előírt esküt letenni vonakodott. Élete alkonyát falusi birtokán töltötte. Mint író is szerepelt: De la régence d'Alger, note sur l'occupation (Párizs, 1839).